# Apriglianello
Apriglianello (Brigghianeddu in calabrese) è una frazione di Crotone e dista dal capoluogo di provincia 7,23 km.

## Geografia fisica
Apriglianello confina a nord con il territorio del comune di Scandale, paese posto a 27 km; ad ovest e a sud con il territorio del comune di Cutro, paese posto ad 18 km; ad est con il territorio del comune di Crotone, di cui ne costituisce, insieme a Papanice, la parte più interna verso le prime colline del Marchesato.

## Origini del nome
Il toponimo deriva da Apriliano ed è legato alla colonizzazione romana; esso ricorda il dominus del luogo, un certo Aprilius, latifondista che sul suo fundus con servi e schiavi fondò una villa-fattoria per lo sfruttamento agricolo.
Gli abitanti di Apriglianello vengono chiamati apriglianellesi, da non confondere con gli apriglianesi (abitanti di Aprigliano, piccolo comune del cosentino).

## Monumenti e luoghi d'interesse
Gli unici edifici antichi rimasti, dei tanti che vi sorgevano in origine, sono appunto il palazzo(du zu Giuvanni) Suriano-Lucifero e la chiesa di San Giovanni.
Il palazzo Suriano-Lucifero risale alla metà del Seicento. Esso deve questa sua denominazione a due delle famiglie che, nel corso degli anni, lo hanno posseduto. Può essere classificato come palazzo nobiliare rurale avente destinazione d'uso prevalentemente come abitazione per la famiglia dei nobili proprietari del feudo. Intorno al palazzo si estende una pineta, la cui messa a dimora risale ad antica data.
Nelle vicinanze è situata la chiesa di San Giovanni, di epoca antecedente rispetto al palazzo stesso, che completa la struttura sociale del villaggio indicando come la passata comunità agricola sia stata organizzata come un piccolo villaggio autosufficiente. Essa, per le ridotte dimensioni, è da considerarsi più propriamente una cappella, ristrutturata negli anni ottanta per evitare che andasse in rovina.

## Infrastrutture e trasporti

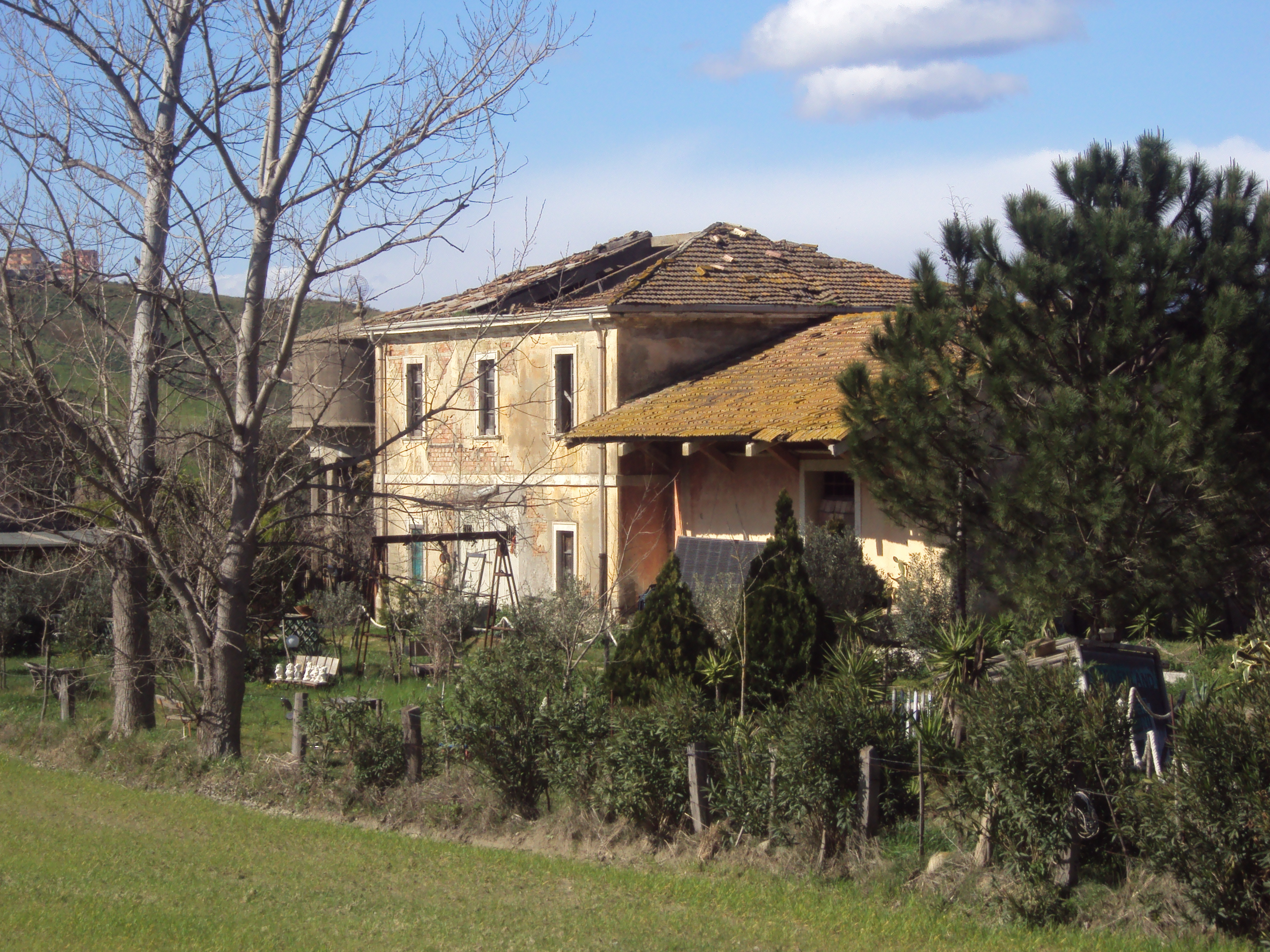
L'antica stazione di Papanice-Apriglianello, posta sulla tratta Crotone-Petilia Policastro.

Gli accessi al paese attualmente avvengono tramite due strade, entrambe collegate alla Strada statale 106 Jonica: la Strada statale 107 Silana Crotonese bis, che dà l'accesso alla zona da nord, e la SP 52, che permette l'accesso da sud.
In passato vi era anche una stazione ferroviaria, collegata alla linea della ferrovia Crotone-Petilia Policastro, ormai abbandonata a causa della soppressione della linea ferroviaria stessa, avvenuta nel 1972.